# Бегадан
Бегадан (фр. Bégadan) насеље је и општина у југозападној Француској у региону Аквитанија, у департману Жиронда која припада префектури Лепар Медок.
По подацима из 2011. године у општини је живело 914 становника, а густина насељености је износила 41,26 становника/km². Општина се простире на површини од 22,15 km². Налази се на средњој надморској висини од 12 метара (максималној 18 m, а минималној 0 m).

## Демографија
| 1962. | 1968. | 1975. | 1982. | 1990. | 1999. | 2011. |
| ----- | ----- | ----- | ----- | ----- | ----- | ----- |
| 850   | 932   | 846   | 832   | 913   | 877   | 914   |

График промене броја становника у току последњих година